# Форсаж 7
«Форса́ж 7» (англ. Furious 7) — американский боевик 2015 года режиссёра Джеймса Вана по сценарию Криса Моргана. Продолжение фильмов «Форсаж 6» (2013) и  «Тройной форсаж: Токийский дрифт» (2006), седьмая часть одноимённой франшизы. Главные роли исполняют Вин Дизель, Пол Уокер (последняя роль в кино), Дуэйн Джонсон, Мишель Родригес, Тайриз Гибсон, Крис «Лудакрис» Бриджес, Джордана Брюстер, Джимон Хонсу, Курт Рассел и Джейсон Стейтем. Получив амнистию за свои прошлые преступления, Доминик, Брайан и остальная часть их команды возвращаются в США, чтобы жить нормальной жизнью, пока не появляется Декард Шоу, негодяй-убийца UKSF и МИ-6, стремящийся отомстить за своего младшего брата Оуэна Шоу, находящегося в коме.
О планах седьмой части было впервые объявлено в феврале 2012 года, когда Джонсон заявил, что производство фильма начнется после завершения «Форсаж 6». В апреле 2013 года было объявлено, что Ван, в основном известный своими фильмами ужасов, станет режиссёром фильма. Кастинг показал возвращение Дизеля и Уокера в том же месяце. Основные съёмки начались в сентябре того же года в Атланте, но были приостановлены на неопределённый срок в ноябре после смерти Уокера; съёмки возобновились в апреле 2014 года и закончились в июле, когда братья Уокера Калеб и Коди заменили его оставшиеся сцены, что привело к задержке даты выхода в 2015 году; с другими местами съёмок, включая Лос-Анджелес, Колорадо, Абу-Даби и Токио. С предполагаемым бюджетом производства до 250 миллионов долларов, это один из самых дорогих фильмов, когда-либо созданных.
Премьера «Форсажа 7» состоялась 1 апреля 2015 года в Лос-Анджелесе, а в прокат в США он вышел 3 апреля, ровно через шесть лет после выхода четвёртого фильма. После выхода фильм имел коммерческий успех и получил положительные отзывы, похвалы были направлены на игру актёров, боевые сцены, глубину и эмоциональную дань уважения Уокеру, причём многие считали его лучшим фильмом во франшизе. В первые выходные он собрал 397,6 миллиона долларов по всему миру, что на тот момент было вторым по величине показателем за всё время. Фильм собрал более 1,5 миллиарда долларов по всему миру, что сделало его третьим самым кассовым фильмом 2015 года и четвёртым самым кассовым фильмом всех времён на момент выхода. Это был самый кассовый фильм 2015 года в отечественном прокате. Кроме того, «Форсаж 7» стал и продолжает оставаться самым кассовым фильмом франшизы за первые двенадцать дней после выхода на экраны.
Продолжение, «Форсаж 8» вышло в апреле 2017 года.

## Сюжет
Одолев преступную банду Оуэна Шоу, Доминик Торетто, Брайан О’Коннер и остальные члены их команды попали под амнистию и получили право на проживание в США. Новоиспечённый отец О’Коннер пытается привыкнуть к семейной жизни, а Торетто помогает своей возлюбленной Летти вспомнить прошлое.
В то же время, Деккард Шоу прибывает в одну из лондонских больниц, где навещает своего младшего брата Оуэна, лежащего в коме после «встречи» с командой Доминика. Озлобленный Деккард обещает брату, что отомстит обидчикам.
Агент Дипломатической службы безопасности Люк Хоббс оказывается первым в списке Шоу. В результате непродолжительной схватки Хоббс, спасая свою напарницу Елену от взрыва гранаты, брошенной Деккардом, вылетает из здания и падает на автомобиль, получая при этом серьёзные ранения. Деккард, в свою очередь, получает то, за чем пришёл — местоположение следующей цели — Хана.
Доминик, Брайан и Миа вскоре тоже получают послание от Деккарда — бомбу, уничтожившую их дом. Узнав, что Шоу расправился с Ханом, Доминик отправляется в Токио, чтобы забрать тело друга «домой» — в Америку. Там же он узнаёт больше подробностей о трагедии от тамошнего друга Хана — Шона Босуэлла. От него Доминик получает его крест и полусгоревшую фотографию Жизель.
На похоронах Хана в Лос-Анджелесе Доминик замечает автомобиль, владелец которого явно следит за происходящим. Торетто гонится за незнакомцем, которым оказывается Деккард Шоу, но всё срывает секретный вооружённый спецотряд под предводительством таинственного агента ЦРУ, предпочитающего обращение «Мистер Никто». Последний рассказывает Доминику о «Глазе Бога» — устройстве, которое способно отследить кого угодно и где угодно. «Мистер Никто» обещает предоставить ему это устройство для поиска Деккарда Шоу, но Торетто, в свою очередь, должен будет вызволить из рук террориста Мозе Джаканде хакера Рамзи — создателя того самого устройства. Доминик, собирая своих людей, соглашается на дело.
Команда Торетто атакует конвой Джаканде в Кавказских горах Азербайджана и спасает Рамзи, которая называет им местонахождение «Глаза Бога» — Абу-Даби. Там команда сталкивается с неприятными известиями — друг Рамзи, Сафар, продал устройство иорданскому шейху, который встроил его в свой Lykan Hypersport, находящийся в пентхаусе в одной из фешенебельных высоток. Команде, во второй раз атакованной Деккардом Шоу и целым отрядом охраны, удаётся выкрасть устройство и передать его «Мистеру Никто», который, в свою очередь, позволяет им определить местонахождение Шоу — заброшенный завод на окраине города.
Ночью Доминик, Брайан и отряд «Мистера Никто» устраивают Деккарду засаду, но на помощь преступнику приходит отряд Мозе Джаканде. О’Коннер, Торетто и «Никто» чудом остаются живы, а Деккард вновь ускользает.
Вернувшись в Лос-Анджелес, герои придумывают хитроумный план, который поможет им спасти Рамзи — столь желаемую цель Джаканде. Команда выступает ближе к ночи и моментально подвергается обстрелу вертолёта террористов. Торетто в это время сталкивается лицом к лицу с Деккардом Шоу. С помощью подключившегося в ходе преследования Хоббса команда в итоге одолевает злодеев, отправляя Джаканде в могилу, взорвав вертолёт, а Шоу — в тюрьму при ЦРУ.
В финале фильма семья Торетто отдыхает на пляже: Брайан и Миа играют со своим сыном Джеком, а Тедж, Роман, Летти и Рамзи этим любуются. Они понимают, что его место теперь там — с женой и сыном. Доминик уезжает, но Брайан нагоняет его на перекрёстке и вместе они едут вдаль, где вскоре их пути расходятся. На экране появляются слова «For Paul» («Посвящается Полу»).
После титров появляется призыв посетить Абу-Даби.

## В ролях
| Актёр                            | Роль            |
| -------------------------------- | --------------- |
| Вин Дизель                       | Доминик Торетто |
| Пол Уокер Калеб Уокер Коди Уокер | Брайан О’Коннер |
| Джейсон Стейтем                  | Деккард Шоу     |
| Мишель Родригес                  | Летти Ортис     |
| Тайриз Гибсон                    | Роман Пирс      |
| Крис Бриджес                     | Тедж Паркер     |
| Натали Эммануэль                 | Рамзи           |
| Джордана Брюстер                 | Миа Торетто     |
| Дуэйн Джонсон                    | агент Люк Хоббс |
| Курт Рассел                      | «Мистер Никто»  |
| Джимон Хонсу                     | Мозе Джаканде   |
| Эльса Патаки                     | Елена Нивес     |

| Актёр                | Роль                                 |
| -------------------- | ------------------------------------ |
| Джон Бразертон       | Шеппард                              |
| Тони Джаа            | Кьет                                 |
| Ронда Раузи          | Кара                                 |
| Лукас Блэк           | Шон Босуэлл                          |
| Ноэль Гульеми        | Гектор                               |
| Али Фазал            | Сафар                                |
| Ромео Сантос         | Мандо                                |
| Чарли и Миллер Кимси | Джек О’Коннер                        |
| Иден Эстрелла        | Саманта Хоббс                        |
| Бриттни Элгер        | Жасмин                               |
| Джон Ченатьемпо      | Корпи                                |
| Люк Эванс            | Оуэн Шоу                             |
| Игги Азалия          | девушка на «Гоночных войнах» (камео) |
| Фахим Наджим         | диджей (камео)                       |

Сон Кан и Галь Гадот, исполняющие роли Хана и Жизель соответственно, были указаны в титрах, но появились лишь в нарезке из предыдущих фильмов. Эпизод с участием Bow Wow и Натали Келли был позаимствован из третьего фильма франшизы, так как актёры не принимали участие в создании данной картины.

## Создание
21 октября 2011 года Джастин Лин и Крис Морган объявили, что будут работать над седьмой частью киносериала. Позже, однако, стало известно, что пост режиссёра занял Джеймс Ван. Роль главного антагониста досталась Джейсону Стейтему, появившемуся в конце «Форсажа 6». Вин Дизель, Пол Уокер, Дуэйн Джонсон, Галь Гадот и остальные ведущие актёры из шестого фильма сразу подтвердили, что возвращаются к своим ролям. 16 апреля 2013 года было объявлено, что «Форсаж 7» будет выпущен 11 июля 2014 года. Съёмки начались в сентябре 2013 года в Атланте, штат Джорджия. По словам Дизеля, основные действия седьмой части будут происходить в Лос-Анджелесе и Токио.
Среди новых лиц в актёрском составе — тайский актёр и мастер боевых искусств Тони Джаа, боец ММА и борец дзюдо Ронда Раузи, двукратный номинант на премию «Оскар» Джимон Хонсу, а также актриса сериала «Игра престолов» Натали Эммануэль. В августе 2013 года были предложены роли Дензелу Вашингтону и Курту Расселу. Вашингтон, в итоге, отказался, а Рассел вскоре получил роль. 17 сентября стало известно, что Лукас Блэк, исполнивший главную роль в третьем фильме франшизы, вернётся к роли Шона. Одну из ролей также могла сыграть известная индийская актриса Дипика Падуконе. Популярная австралийская хип-хоп исполнительница Игги Азалия была приглашена для появления в качестве камео.
Пол Уокер, исполнитель роли Брайана О’Коннера, погиб 30 ноября 2013 года в ДТП в городе Санта-Кларита, куда приехал для участия в автошоу, целью которого был сбор средств для помощи пострадавшим от тайфуна Хайян на Филиппинах. Спустя сутки кинокомпания Universal объявила, что производство фильма будет продолжено спустя некоторое время, в течение которого кинематографисты должны переработать сценарий ленты. 22 декабря Вин Дизель на своей страничке в социальной сети Facebook объявил, что релиз фильма перенесён на 10 апреля 2015 года.
С 1 апреля 2014 года съёмки «Форсажа» были возобновлены. 10 июля съёмочный процесс подошёл к концу, а дата релиза сдвинулась на 3 апреля.

### Работа над персонажем Уокера
В январе 2014 года создатели картины сообщили, что персонаж Уокера не умрёт на экране, а якобы «уйдёт на пенсию». В марте стало известно, что Уокера воспроизведут с помощью компьютерной графики в некоторых эпизодах и с помощью дублёров в некоторых других. В апреле создатели картины подтвердили, что «дублёры» — братья Уокера Калеб и Коди.

## Маркетинг
Премьера первого трейлера состоялась 1 ноября 2014 года.
27 марта 2015 года Microsoft Studios совместно с Universal выпустили дополнение к игре «Forza Horizon 2» — «Forza Horizon 2 Presents Fast & Furious». По сюжету, главный герой (игрок) добывает для Теджа Паркера (Крис Бриджес) автомобили, фигурирующие в фильме.
Слоган фильма: «Месть не знает границ».

## Приём

### Сборы
За семнадцать дней «Форсаж 7» собрал по всему миру более одного миллиарда долларов, побив тем самым рекорды фильмов «Мстители», «Аватар» и «Гарри Поттер и Дары Смерти. Часть 2», которым удалось достигнуть аналогичной отметки лишь за девятнадцать дней.
На 2023 год «Форсаж 7» является третьим самым кассовым фильмом 2015 года и занимает одиннадцатую строчку в списке самых кассовых фильмов за всю историю кинематографа с кассовыми сборами в 1,5 миллиарда долларов.

### Критика
Фильм был удостоен, в основном, положительных отзывов от мировых критиков. Сайт-агрегатор обзоров Rotten Tomatoes сообщил, что рейтинг одобрения составляет 82% со средней оценкой 6,70 из 10 на основе 277 обзоров, что на сегодняшний день является фильмом с самым высоким рейтингом во франшизе. Критический консенсус веб-сайта гласит: «Подавая новый раунд невероятных острых ощущений, добавляя неожиданный драматический вес, седьмой фильм поддерживает развитие франшизы более чем одним способом». На сайте Metacritic фильм получил 67 баллов из 100 на основе 50 критиков, что указывает на «в целом положительные отзывы». Зрители, опрошенные CinemaScore, поставили фильму среднюю оценку «A» по шкале от A + до F.
Фильм получил очень положительные отзывы после его секретного показа на кинофестивале South by Southwest 16 марта 2015 года. Рамин Сетуде из Variety отметил, что фанаты выстроились в очередь за четыре часа до запланированного начала фильма. Фильм завершился данью уважения Уокеру, из-за чего многие в кинотеатре «сдерживали слезы». Уэсли Моррис писал: «Кто бы мог подумать, что сериал, пристрастившийся к кайфу от движения, может также вызывать торжественность, которая оставляет вас тронутыми?» А.О. Скотт из The New York Times дал фильму две с половиной звезды из пяти и сказал: «Форсаж 7 расширяет инклюзивную, устойчивую к стереотипам этику своих предшественников. По сравнению практически с любым другим крупномасштабным предприятием с большой студией, бренд Форсаж практикует изящный, не имеющий большого значения мультикультурализм и кивает как феминизму, и домашний традиционализм». Однако Джон ДеФор из The Hollywood Reporter раскритиковал фильм, назвав его «глупо отвлекающим», заявив, что продолжительность фильма была «чрезмерно завышена»; он сравнил просмотр фильма с болезненной игрой в дополнение к критике сценария.

## Музыка
Брайан Тайлер, работавший над третьим, четвёртым и пятым фильмами франшизы, вновь выступил композитором.
Релиз саундтрека от лейбла Atlantic Records состоялся 17 марта 2015 года.
Песни
- Ride Out (Kid Ink, Tyga, Wale, YG & Rich Homie Quan)[75]
- Go Hard Or Go Home (Wiz Khalifa & Iggy Azalea)[76]
- Get Low (Dillon Francis & DJ Snake)
- My Angel (Prince Royce)
- Off-set (T.I. & Young Thug)
- How Bad Do You Want It (Oh Yeah) (Sevyn Streeter)
- See You Again (Wiz Khalifa feat. Charlie Puth)
- Payback (Juicy J, Kevin Gates, Future & Sage The Gemini)
- Blast Off (David Guetta & Kaz James)
- Six Days (Remix) (DJ Shadow feat. Mos Def)
- Ay Vamos (J. Balvin feat. French Montana & Nicky Jam)
- GDFR (Noodles Remix) (Flo Rida feat. Sage The Gemini & Lookas)
- Turn Down For What (DJ Snake & Lil Jon)
- Meneo (Fito Blanko)
- I Will Return (Skylar Grey)
- Whip (Famous To Most) (Bonus Track)

Также для фильма рэпер Уиз Халифа и певец Чарли Пут записали песню и клип See You Again.

## Продолжение
23 апреля 2015 года Вин Дизель на мероприятии CinemaCon объявил дату выхода восьмого фильма франшизы — 14 апреля 2017 года.